# Frälsningsunionen
Frälsningsunionen (ryska Союз спасения, från 1817 "Sällskapet för de sanna och trogna sönerna av Fäderneslandet", ry. Общество истинных и верных сынов Отечества) (1816-1817), var den första hemliga dekabristorganisationen i Ryssland. 
Den bildades 1 februari 1816 i Sankt Petersburg och bestod huvudsakligen av officerarna ur gardesregementen (A.N. Muravjov, M.N. Muravjov, Muravjov-Apostol, totalt omkring 30 personer). Unionens stadgar var skrivna av P.I. Pestel. Sällskapet hade influerats av de tidigare frimurarsällskapen. Enligt Sergej Trubetskojs vittnesmål talade "Frälsningsunionens" medlemmar i huvudsak:
"om nödvändigheten av att vara till nytta för staten, att främja allt som var nyttigt, om inte via medverkan så åtminstone genom att uttrycka sitt stöd, att försöka bekämpa maktmissbruk genom att offentligt tala om klandervärda handlingar från ämbetsmännens sida, samt särskilt sträva mot att knyta till sig nya och pålitliga medlemmar efter att först ha tagit reda på deras förmågor och värderingar eller t.o.m. efter att ha satt dem på visst prov".
Organisationsmedlemmarna planerade för en militärkupp i samband med monarkernas maktskifte, de ville införa en konstitutionell monarki och avskaffa livegenskapen. Interna meningsskiljatigheter ledde till att sällskapet upplöstes hösten 1817. 1818 ombildades "Frälsningsunionen" till "Välgångsunionen" (ryska: Союз благоденствия) som var ett större hemligt sällskap som räknade över 200 medlemmar i sina led.